# سسک‌های ملخی تالابی
سسک‌های ملخی تالابی (نام علمی: Helopsaltes)، یک سرده از پرندگان گنجشک‌سان از خانوادهٔ سسکان ملخی است.
یک مطالعه تبارزایی مولکولی جامع از خانواده سسکان ملخی که در سال ۲۰۱۸ منتشر شد نشان داد که سردهٔ سسک‌های ملخی بیشه‌ای از دو کلاد مجزا تشکیل شده‌است. این سرده تقسیم شد و شش گونه به سرده تازه ساخته‌شده Helopsaltes با سسک ملخی پالاس (Helopsaltes certhiola) به عنوان گونه نماد منتقل شدند. نام این سرده ترکیبی از واژهٔ یونان باستان ἕλος/ helos به معنای «زمین باتلاقی» و ψάλτης/ psaltes یعنی «نوازنده‌ای است که ساز زهی می‌نوازد».